# Misandao
Misandao (蜜三刀, mì sān dāo) is een Chinese oi-band. De band werd in 1999 opgericht in Peking door Lei Jun, en is daarmee de oudste skinhead-band van China. Veel concerten in Peking volgden. In 2007 maakten de skinheads ook een tournee door Europa.

## Discografie

### Albums
- 2002: Clamp Down
- 2006: Proud Of The Way
- 2009: Chinese Boot Boys
- 2006: Forming
- 2007: Beijing Bubbles OST
- 2007: Be Brit Now